# Castelnovo ne' Monti
Castelnovo ne' Monti is een gemeente in de Italiaanse provincie Reggio Emilia (regio Emilia-Romagna) en telt 10.466 inwoners (31-12-2004). De oppervlakte bedraagt 96 km², de bevolkingsdichtheid is 105 inwoners per km².

## Buurtschappen
De volgende frazioni maken deel uit van de gemeente: Bellaria, Bellessere, Berzana, Bondolo, Bora del Musso, Burano, Ca' del Cavo, Ca' del Grosso, Ca' di Magnano, Ca' di Scatola, Campolungo, Capanna, Ca' Pavoni, Carnola, Casa della Carità, Casale, Case di Sopra, Case Perizzi, Casino, Castagnedolo, Cerreto, Chiesa, Cinqueterre, Colombaia, Costa de' Grassi, Croce, Eremo Bismantova, Fariolo, Felina, Felinamata, Frascaro, Garfagnolo, Gatta, Gombio, Maro, Monchio, Monchio di Villaberza, Monte Castagneto, Monteduro, Monticello, Mozzola, Noce, Parisola, Pietrebianche, Pioppella, Pregheffio, Quarqua, Regnola, Rio, Rivolvecchio, Roncadelli, Ronchi, Roncroffio, Schiezza, Soraggio, Terminaccio, Vezzolo, Vigolo, Virola, Vologno di Sotto en Zugognago

## Geografie
Castelnovo né Monti grenst aan de volgende gemeenten: Carpineti, Casina, Canossa, Ventasso, Vetto en Villa Minozzo.
In de gemeente ligt de berg Pietra di Bismantova.

## Geboren
- Giuliano Razzoli (13 december 1984), alpineskiër

## Galerij

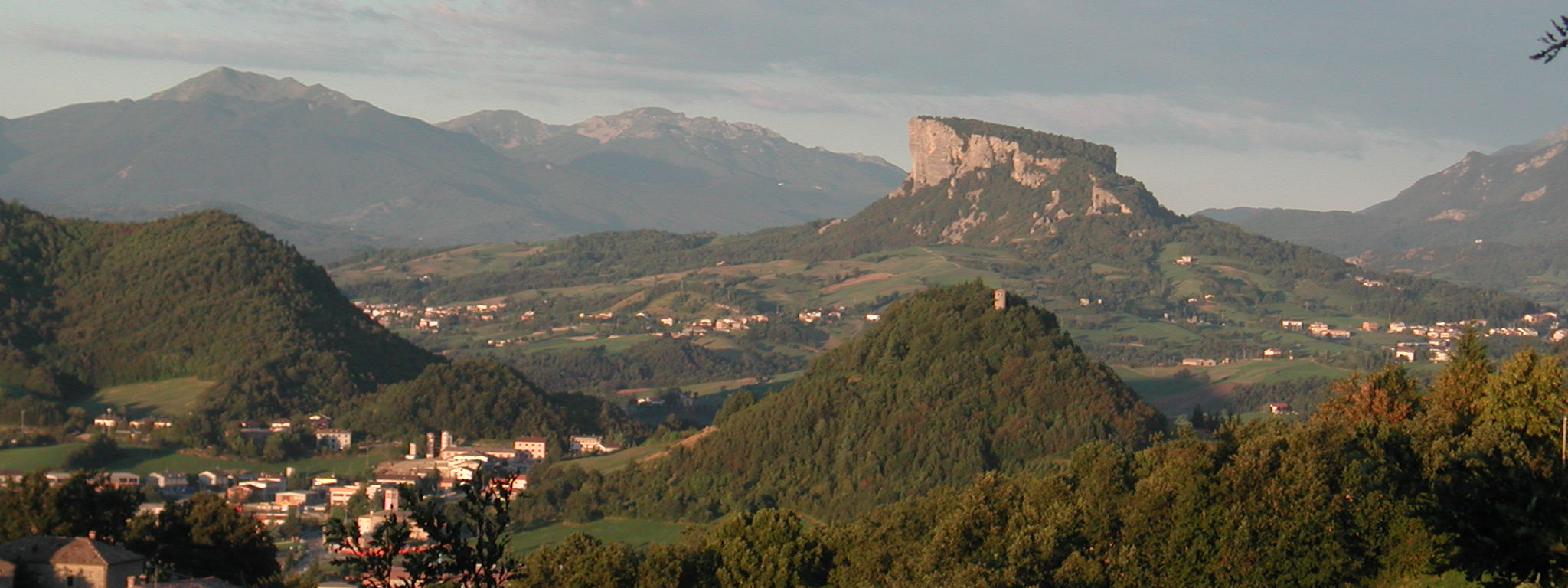
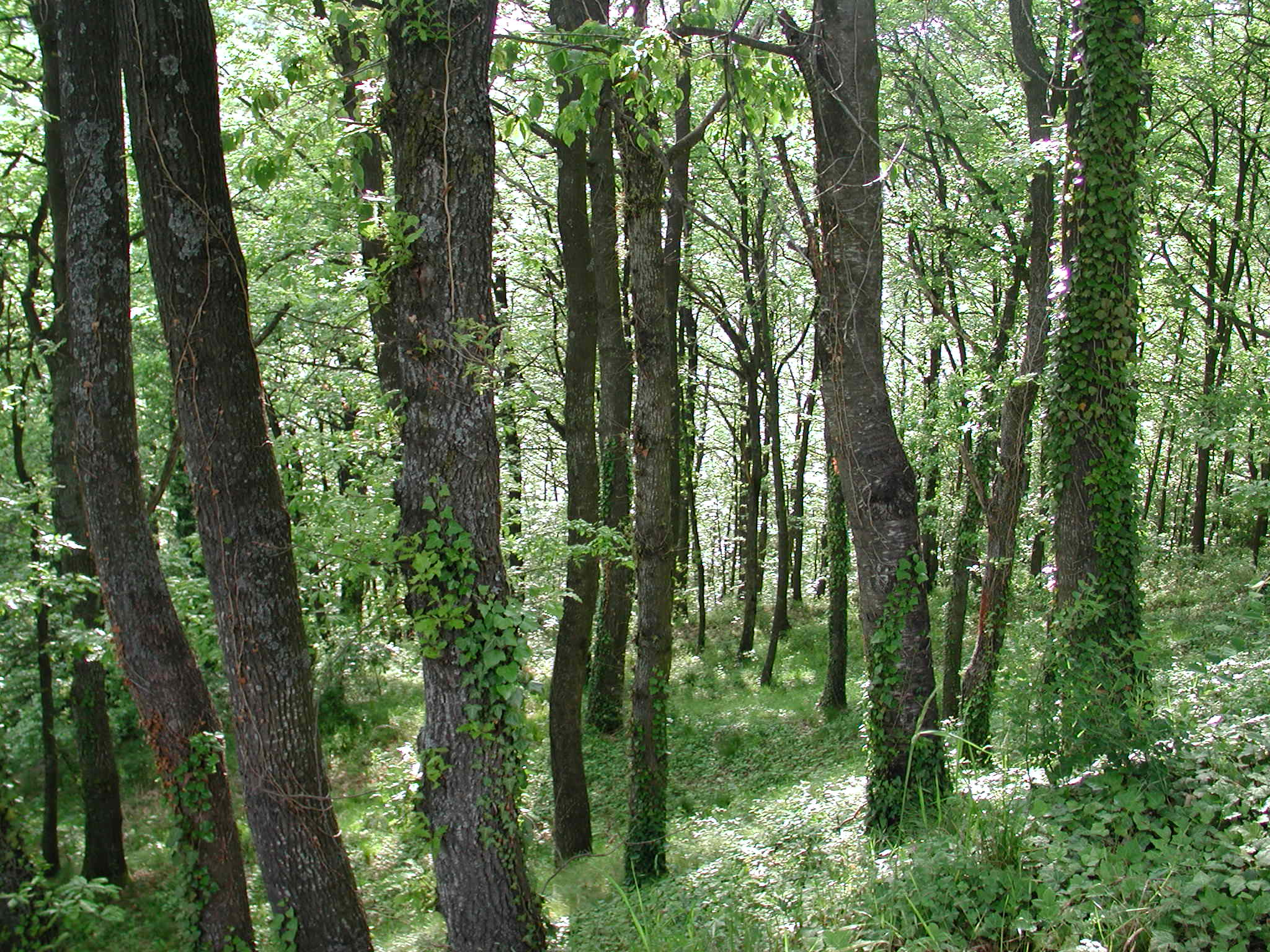
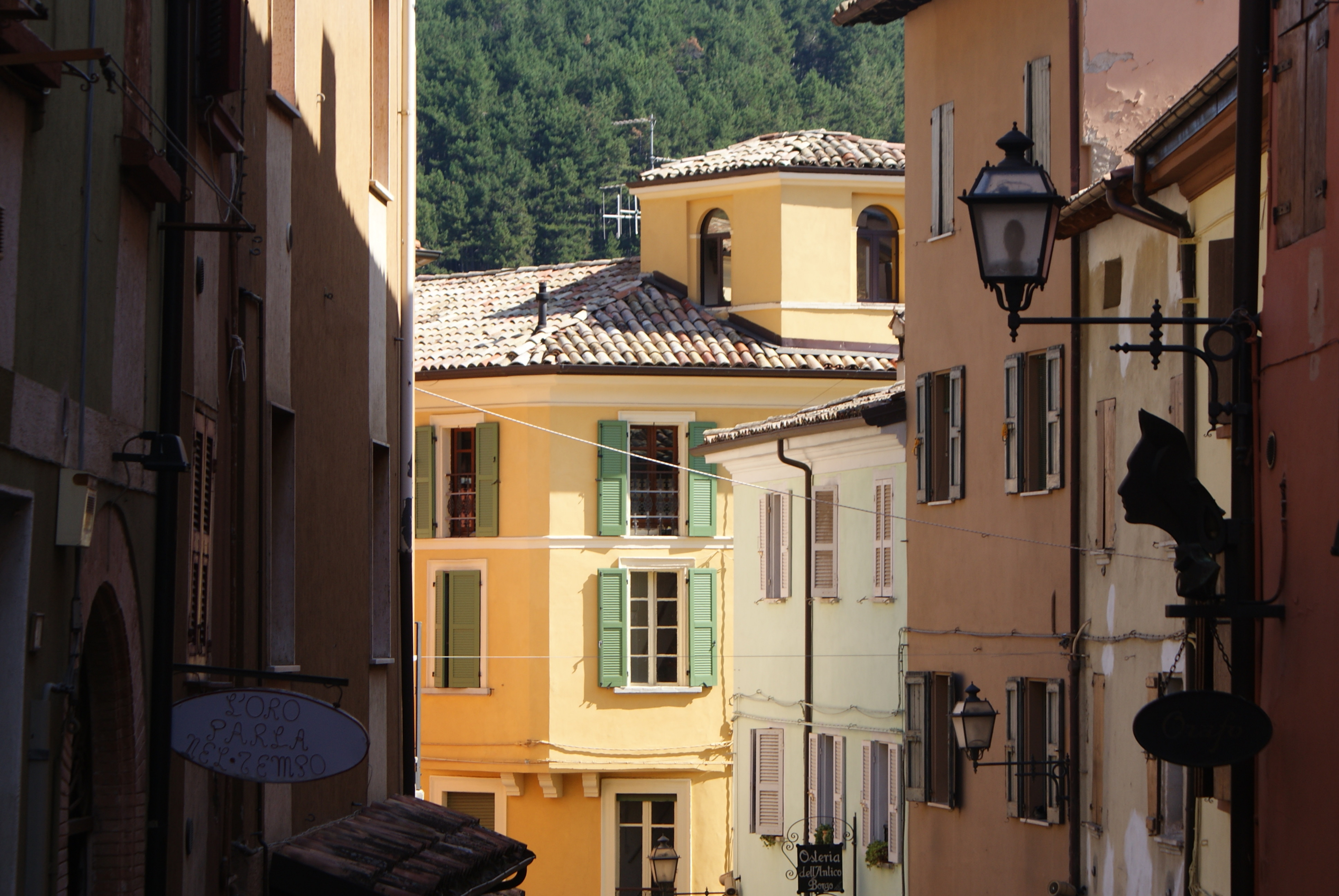
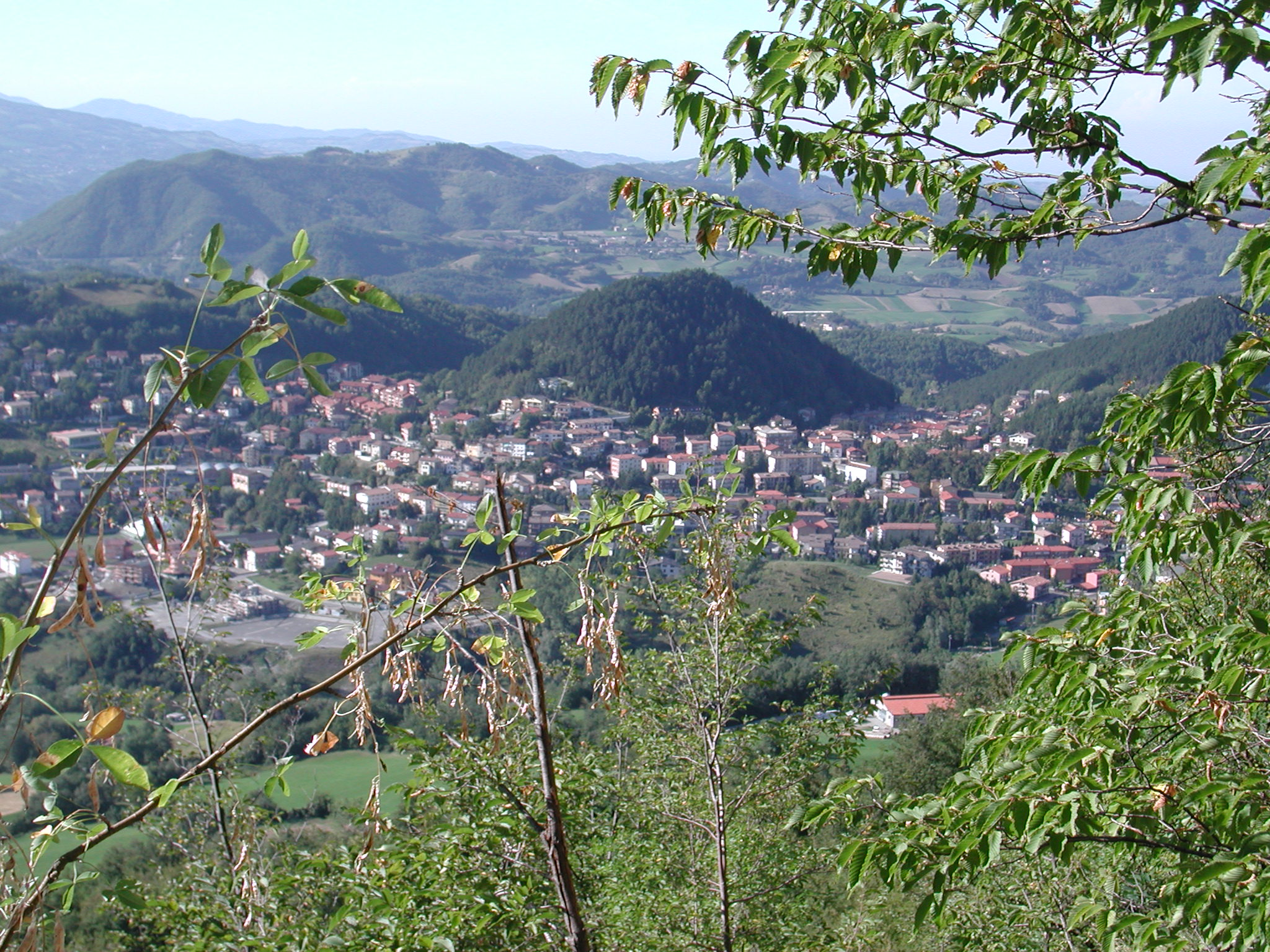

Albinea · Bagnolo in Piano · Baiso · Bibbiano · Boretto · Brescello · Busana · Cadelbosco di Sopra · Campagnola Emilia · Campegine · Canossa · Carpineti · Casalgrande · Casina · Castellarano · Castelnovo di Sotto · Castelnovo ne' Monti · Cavriago · Collagna · Correggio · Fabbrico · Gattatico · Gualtieri · Guastalla · Ligonchio · Luzzara · Montecchio Emilia · Novellara · Poviglio · Quattro Castella · Ramiseto · Reggio Emilia  · Reggiolo · Rio Saliceto · Rolo · Rubiera · San Martino in Rio · San Polo d'Enza · Sant'Ilario d'Enza · Scandiano · Toano · Ventasso · Vetto · Vezzano sul Crostolo · Viano · Villa Minozzo
- Library of Congress Control Number: n85070700
- MusicBrainz: 8a0df144-4e6d-48e8-bb37-0d728a34efb7
- Nationale Bibliotheek van Tsjechië: ge1159451
- Nationale Bibliotheek van Israël: 987007555462205171
- Virtual International Authority File: 137870591
- WorldCat: E39PBJkXttc93m6f64x7P8tVG3

1. ↑  https://demo.istat.it/?l=it.